# 1940年のメジャーリーグベースボール
以下は、メジャーリーグベースボール（MLB）における1940年のできごとを記す。
1940年4月16日に開幕し10月8日に全日程を終え、ナショナルリーグはシンシナティ・レッズが2年連続3度目のリーグ優勝を、アメリカンリーグはデトロイト・タイガースが5年ぶり6度目の優勝を果たした。
ワールドシリーズは前年ヤンキースの4連覇で苦杯を舐めたシンシナティ・レッズがデトロイト・タイガースを4勝3敗で破り1919年以来2度目のシリーズ制覇となった。
1939年のメジャーリーグベースボール - 1940年のメジャーリーグベースボール - 1941年のメジャーリーグベースボール

## できごと
シンシナティ・レッズは1938年にビル・マケシュニーを監督に招き翌1939年にリーグ優勝して、3年目のこの年も、バッキー・ウォルターズ(22勝)、ポール・デリンジャー(20勝)の両エースとジョニー・ヴァンダー・ミーアの投手陣、捕手のアーニー・ロンバルディ(.319)、フランク・マコーミック(.309)らの強力打線で、ブルックリン・ドジャースに12ゲーム差を付けてナショナルリーグを連覇した。リーグMVPはフランク・マコーミックで、シンシナティ・レッズは1938年にロンバルディ、1939年にウォルターズ、そして1940年にマコーミックと3年連続でレッズの選手がリーグMVPを獲得し、ナショナルリーグ屈指の戦力を誇った。
デトロイト・タイガースは、死球禍で退団したミッキー・カクレーン監督の代わりに1938年終盤に就任したデル・ベイカー監督の采配で、ハンク・グリーンバーグを一塁から外野にコンバートしたことが好結果を呼び、グリーンバーグが本塁打41本・打点150で二冠に輝き打率.340で、投手ではボボ・ニューサム(21勝)がエースとして活躍し、ヤンキースとインディアンスの三つ巴の争いを制しアメリカンリーグで優勝した。ヤンキースは首位タイガースと2ゲーム差で3位に終わり5連覇を逃した。
ワールドシリーズは2勝3敗で王手をかけられてから第6戦でウォルターズ、第7戦でデリンジャーの両エースが2試合でわずか1点の失点でタイガースを抑えて1919年以来の世界一となった。
- ハンク・グリーンバーグ 
  - タイガースのハンク・グリーンバーグは、この年、左手首の弱点をカバーするため一塁手から外野手にコンバートされたが、1933年以来8年連続3割を打って、この年で本塁打王3回、打点王も3回獲得し、この年生涯最高の打率.340だったが、惜しくもジョー・ディマジオの.352に及ばなかった。
- ボブ・フェラー 
  - インディアンスのボブ・フェラーは開幕戦の対ホワイトソックス戦でノーヒットノーランを演じ、最多勝27勝・最多奪三振261・最優秀防御率2.61を記録し絶頂期であった。
- ジョニー・マイズ
  - カージナルスのジョニー・マイズは前年首位打者と本塁打王の二冠であったが、この年は2年連続本塁打王(43本)と打点王(137)の二冠であった。2年後にジャイアンツに移り、戦後の1947年は本塁打王と打点王、1948年も本塁打王となり、その翌年にはヤンキースにトレードされて力は衰えたがヤンキース5連覇の黄金時代に代打としてチームに貢献した。(1981年殿堂入り)

### 規則の改訂
- 犠牲フライの規則が適用されなくなった。
- 投手板に軸足がついている限り、投手は投球時に前後2歩までステップすることが認められた。
- 空いている塁に対する牽制球及びその動作をすると、明確にボークと定義された。
- 審判が選手のトレーナーに指示する権限を持つようになった。
- 本塁打の最短距離が1925年に235フィートとされたが、この年に250フィートに変更された。

## 最終成績

### レギュラーシーズン
| 順 | チーム                           | 勝利 | 敗戦 | 勝率 | G差  |
| -- | -------------------------------- | ---- | ---- | ---- | ---- |
| 1  | デトロイト・タイガース           | 90   | 64   | .584 | --   |
| 2  | クリーブランド・インディアンス   | 89   | 65   | .578 | 1.0  |
| 3  | ニューヨーク・ヤンキース         | 88   | 66   | .571 | 2.0  |
| 4  | シカゴ・ホワイトソックス         | 82   | 72   | .532 | 8.0  |
| 5  | ボストン・レッドソックス         | 82   | 72   | .532 | 8.0  |
| 6  | セントルイス・ブラウンズ         | 67   | 87   | .435 | 23.0 |
| 7  | ワシントン・セネタース           | 64   | 90   | .416 | 26.0 |
| 8  | フィラデルフィア・アスレチックス | 54   | 100  | .351 | 36.0 |

| 順 | チーム                       | 勝利 | 敗戦 | 勝率 | G差  |
| -- | ---------------------------- | ---- | ---- | ---- | ---- |
| 1  | シンシナティ・レッズ         | 100  | 53   | .654 | --   |
| 2  | ブルックリン・ドジャース     | 88   | 65   | .575 | 12.0 |
| 3  | セントルイス・カージナルス   | 84   | 69   | .549 | 16.0 |
| 4  | ピッツバーグ・パイレーツ     | 78   | 76   | .506 | 22.5 |
| 5  | シカゴ・カブス               | 75   | 79   | .487 | 25.5 |
| 6  | ニューヨーク・ジャイアンツ   | 72   | 80   | .474 | 27.5 |
| 7  | ボストン・ビーズ             | 65   | 87   | .428 | 34.5 |
| 8  | フィラデルフィア・フィリーズ | 50   | 103  | .327 | 50.0 |

### オールスターゲーム
- アメリカンリーグ 0 - 4 ナショナルリーグ

### ワールドシリーズ
- レッズ 4 - 3 タイガース

| 10/2 – | タイガース | 7 | - | 2 |  | レッズ     |
| 10/3 – | タイガース | 3 | - | 5 |  | レッズ     |
| 10/4 – | レッズ     | 4 | - | 7 |  | タイガース |
| 10/5 – | レッズ     | 5 | - | 2 |  | タイガース |
| 10/6 – | レッズ     | 0 | - | 8 |  | タイガース |
| 10/7 – | タイガース | 0 | - | 4 |  | レッズ     |
| 10/8 – | タイガース | 1 | - | 2 |  | レッズ     |

## 個人タイトル

### アメリカンリーグ
| 項目   | 選手                         | 記録 |
| ------ | ---------------------------- | ---- |
| 打率   | ジョー・ディマジオ (NYY)     | .352 |
| 本塁打 | ハンク・グリーンバーグ (DET) | 41   |
| 打点   | ハンク・グリーンバーグ (DET) | 150  |
| 得点   | テッド・ウィリアムズ (BOS)   | 134  |
| 安打   | ドク・クラマー (BOS)         | 200  |
| 安打   | バーニー・マコスキー (DET)   | 200  |
| 安打   | リップ・ラドクリフ (SLA)     | 200  |
| 盗塁   | ジョージ・ケース (WS1)       | 35   |

| 項目   | 選手                       | 記録 |
| ------ | -------------------------- | ---- |
| 勝利   | ボブ・フェラー (CLE)       | 27   |
| 敗戦   | ジョージ・キャスター (PHA) | 19   |
| 敗戦   | ダッチ・レナード (WS1)     | 19   |
| 防御率 | ボブ・フェラー (CLE)       | 2.61 |
| 奪三振 | ボブ・フェラー (CLE)       | 261  |
| 投球回 | ボブ・フェラー (CLE)       | 320⅓ |
| セーブ | アル・ベントン (DET)       | 17   |

### ナショナルリーグ
| 項目   | 選手                         | 記録 |
| ------ | ---------------------------- | ---- |
| 打率   | デブス・ガームス (PIT)       | .355 |
| 本塁打 | ジョニー・マイズ (STL)       | 43   |
| 打点   | ジョニー・マイズ (STL)       | 137  |
| 得点   | アーキー・ヴォーン (PIT)     | 113  |
| 安打   | スタン・ハック (CHC)         | 191  |
| 安打   | フランク・マコーミック (CIN) | 191  |
| 盗塁   | ロニー・フレイ (CIN)         | 22   |

| 項目   | 選手                         | 記録 |
| ------ | ---------------------------- | ---- |
| 勝利   | バッキー・ウォルターズ (CIN) | 22   |
| 敗戦   | ヒュー・マルケイヒー (PHI)   | 22   |
| 防御率 | バッキー・ウォルターズ (CIN) | 2.48 |
| 奪三振 | カービー・ビグビー (PHI)     | 137  |
| 投球回 | バッキー・ウォルターズ (CIN) | 305  |
| セーブ | ジョー・ベッグス (CIN)       | 7    |
| セーブ | ジャンボ・ブラウン (NYG)     | 7    |
| セーブ | メイス・ブラウン (PIT)       | 7    |

## 表彰

### シーズンMVP
- アメリカンリーグ ： ハンク・グリーンバーグ （DET）
- ナショナルリーグ ： フランク・マコーミック （CIN）